# Erdei bordapáfrány
Az erdei bordapáfrány (Struthiopteris spicant korábban, vagy még Blechnum spicant) a valódi páfrányok (Pteridopsida) osztályának édesgyökerű páfrányok (Polypodiales) rendjébe, ezen belül a bordapáfrányfélék (Blechnaceae) vagy a fodorkafélék (Aspleniaceae) családjába tartozó faj.
A botanikusok még nem értenek egyet abban, hogy ez a növény valójában hová is tartozik. A nemzetsége és a családja rendszerezőtől és forrástól függően változik.

## Előfordulása
Az erdei bordapáfrány Európa erdős vidékein, többnyire 800 méter magasság felett nő. A kontinentális Európán kívül, ez a növény továbbá megtalálható Izlandon, Törökországban, a Kaukázus régió déli részén, Iránban, Japánban, Afrika északnyugati részén és Észak-Amerika nyugati partjainak közelében is.
Ezt a növényfajt egyes helyeken termesztik is.

## Megjelenése
Az erdei bordapáfrány évelő páfrányfaj, rövid, zömök gyöktörzzsel, levelei rozettába rendeződnek. A levelek 1-4 centiméter szélesek, hosszúságuk elérheti az 50 centimétert. A levélnyél rövid, barnásvörös befuttatású. A levéllemez fésűszerűen, szárnyasan szeldelt. A meddő levelek a rozetta külső részén találhatók, a földön szétterülnek vagy erősen széthajolnak, sötétzöldek és áttelelnek. A spóratartókat viselő levelek középen helyezkednek el, felállók, a meddő leveleknél hosszabbak, ősszel elpusztulnak. A levélszárnyak ép szélűek, lándzsás-szálasak vagy szálasak. A levélalak nem változékony.

## Életmódja
Az erdei bordapáfrány a tápanyagban és bázisokban szegény, savanyú, korhadó humuszos, homokos-sziklás talajokat kedveli. Árnyas fenyvesekben (erdeifenyő-állományokban), ritkábban tölgyesekben vagy égeres láperdőkben él. A nyers humuszos talajok növénye. A spóraérés ideje július–szeptember között van.

## Képek

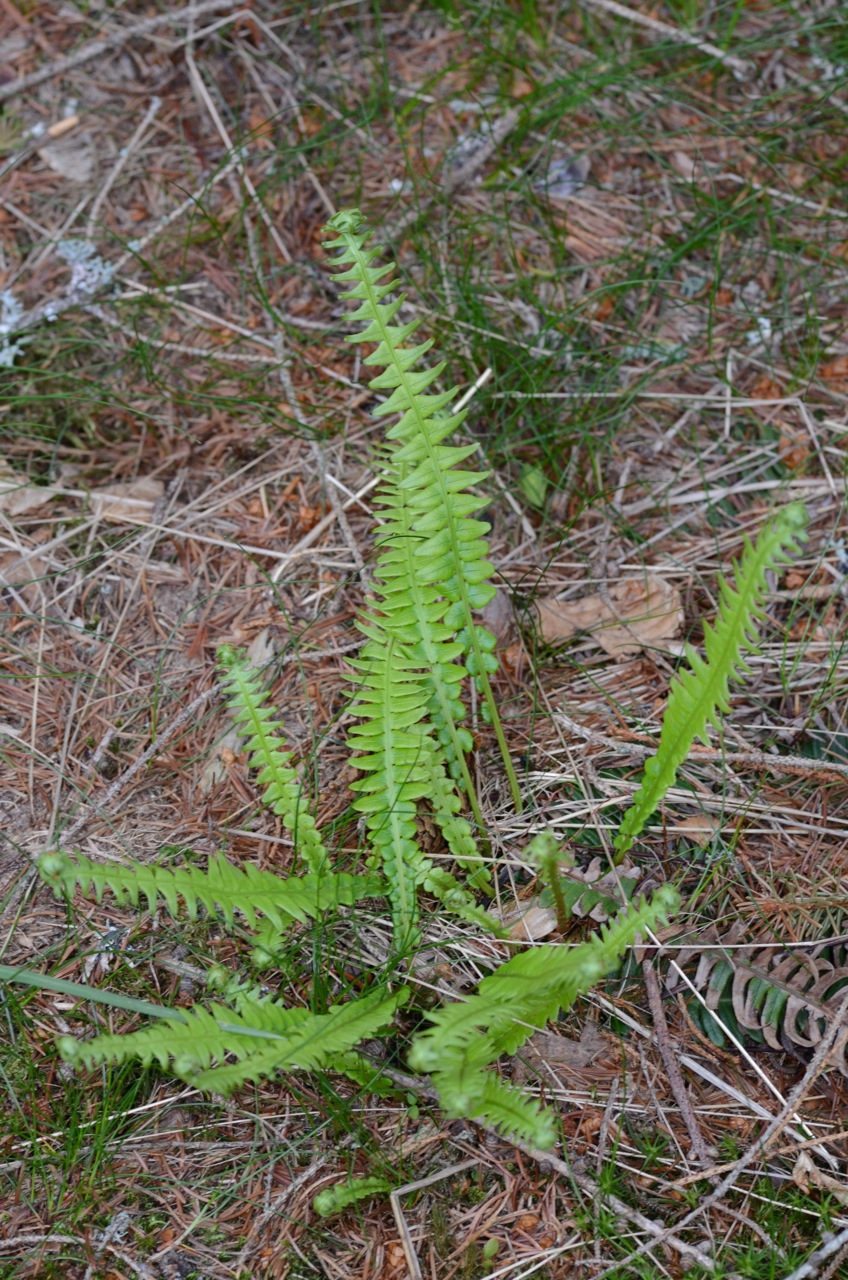
A növény
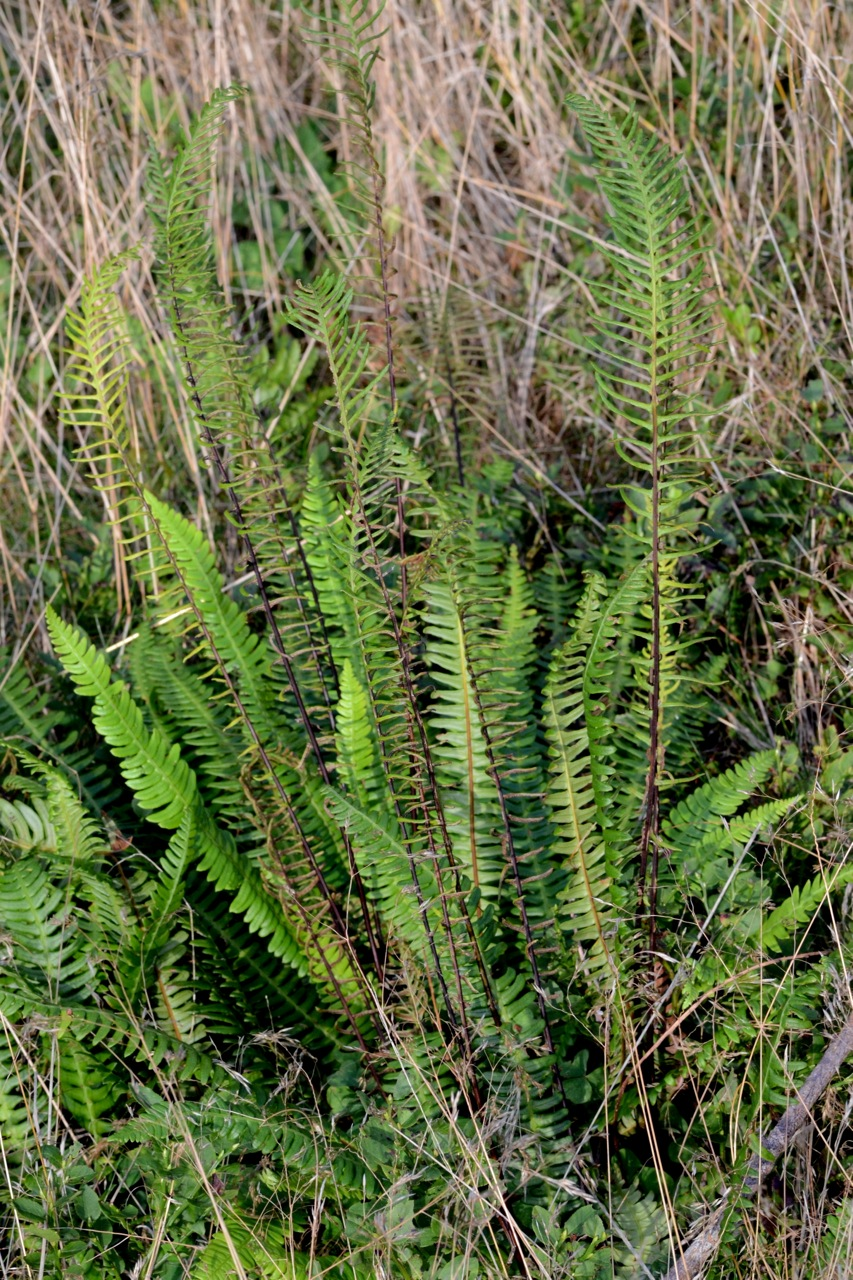
a természetes
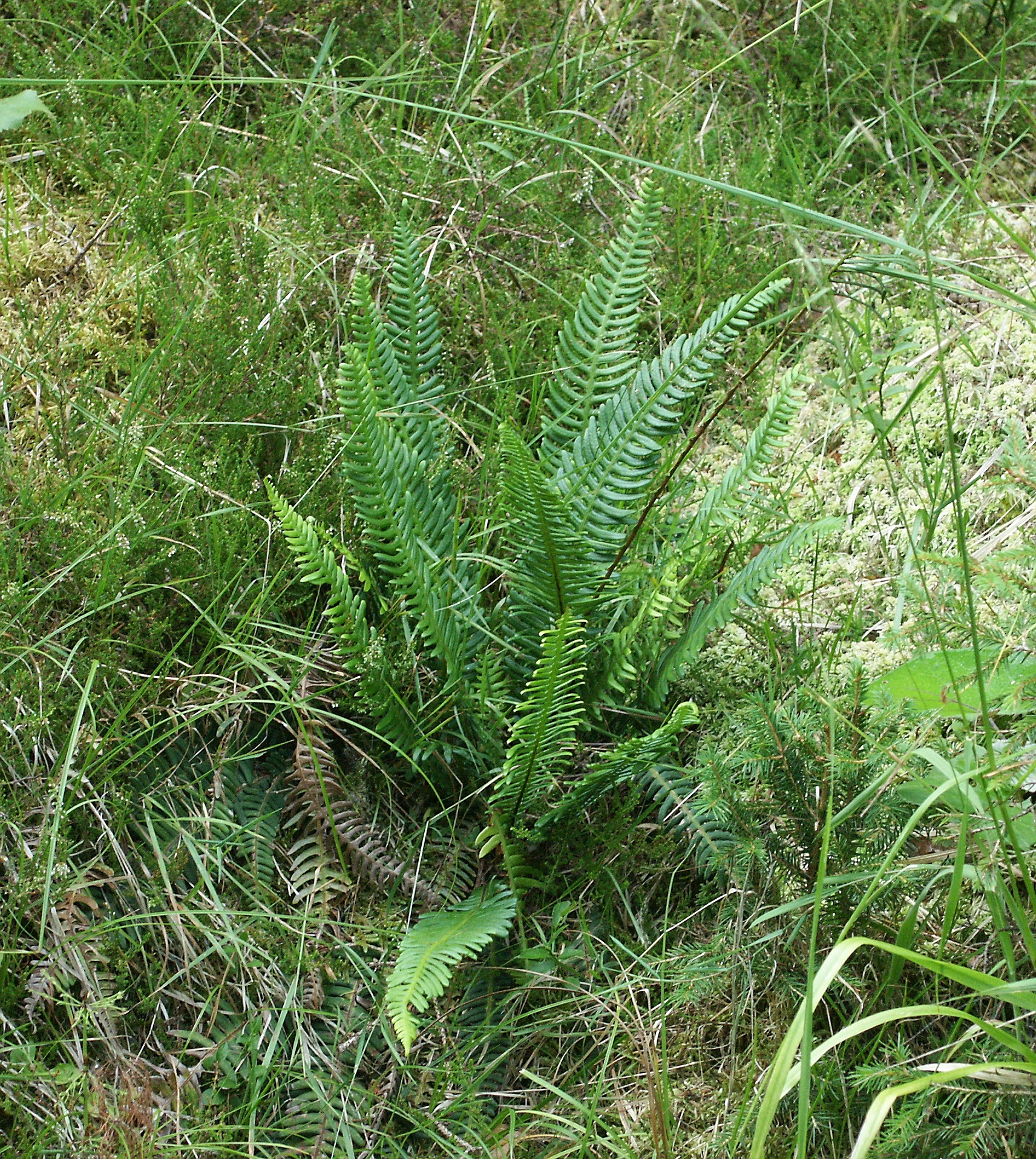
élőhelyén
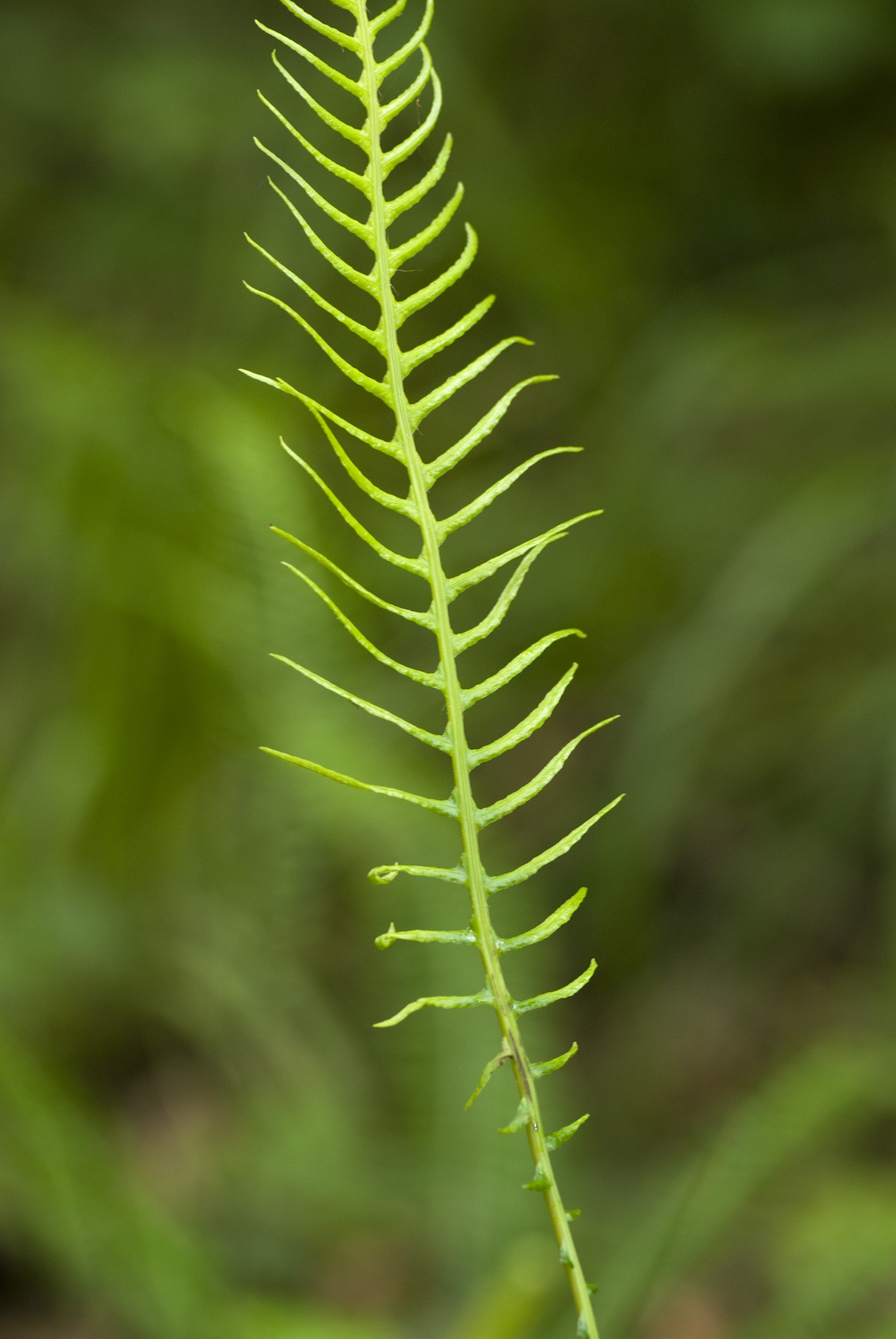
Levele
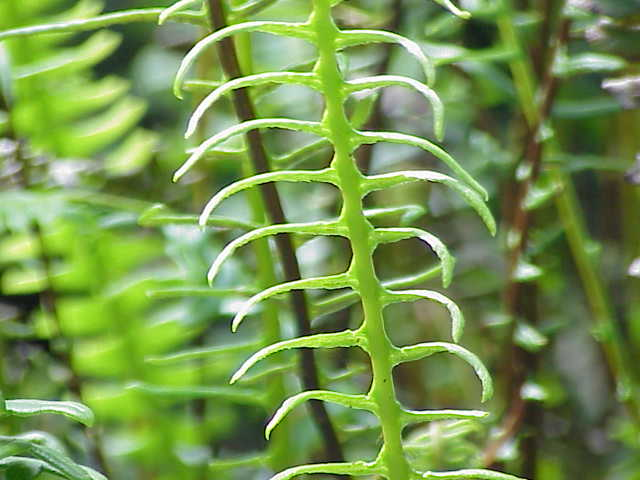
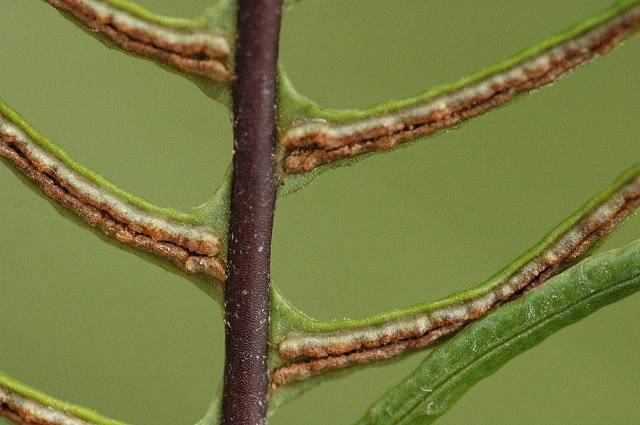
spórákkal
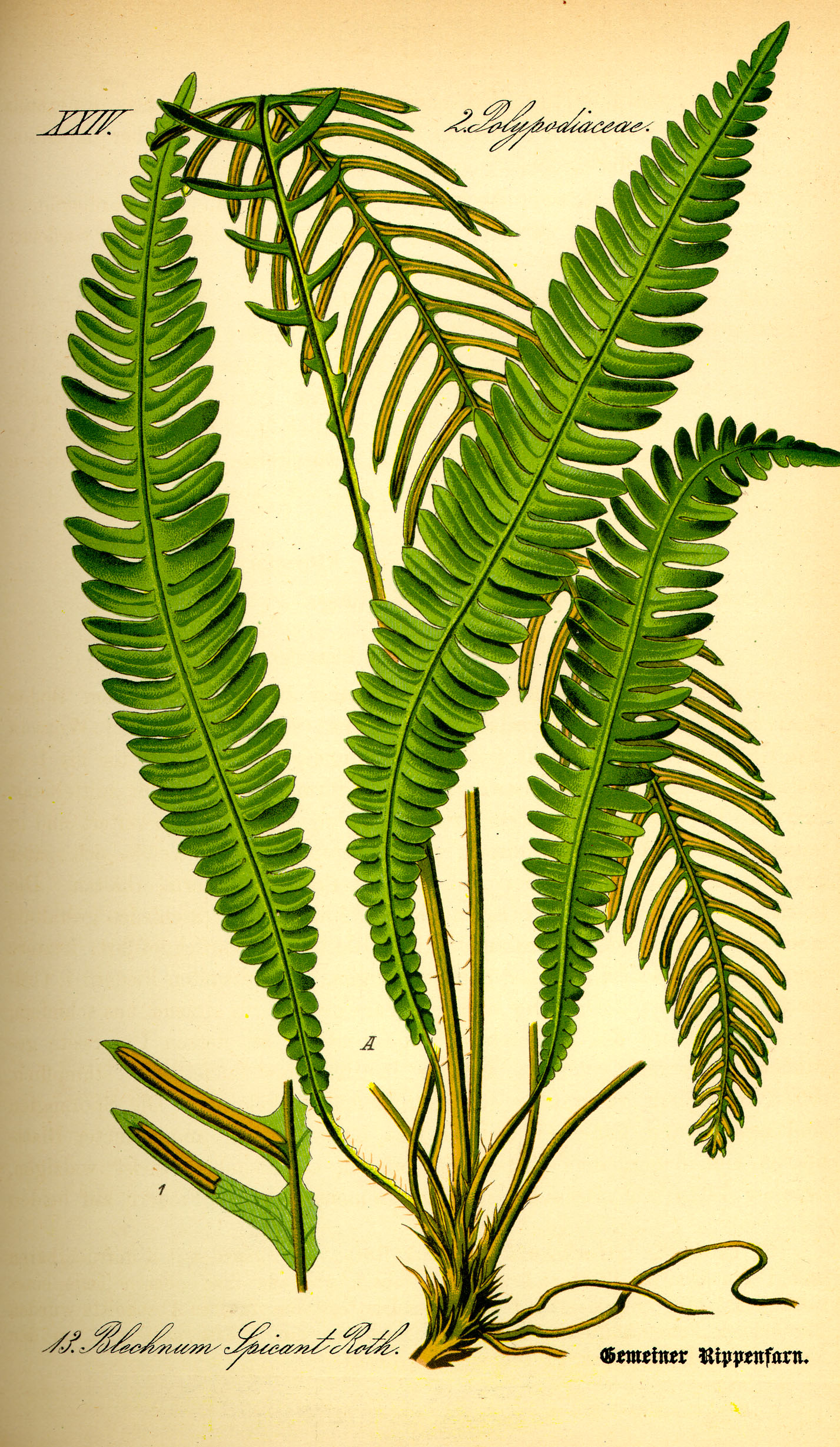
Rajzok a növényről
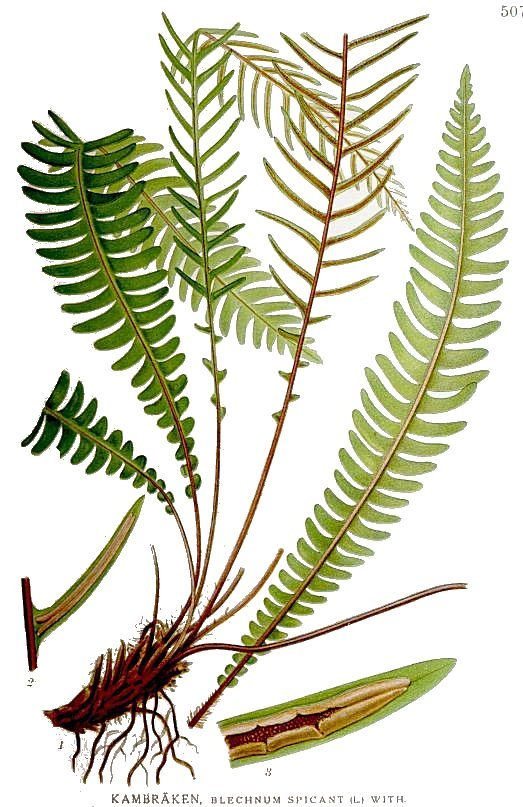